# JPL Horizons On-Line Ephemeris System

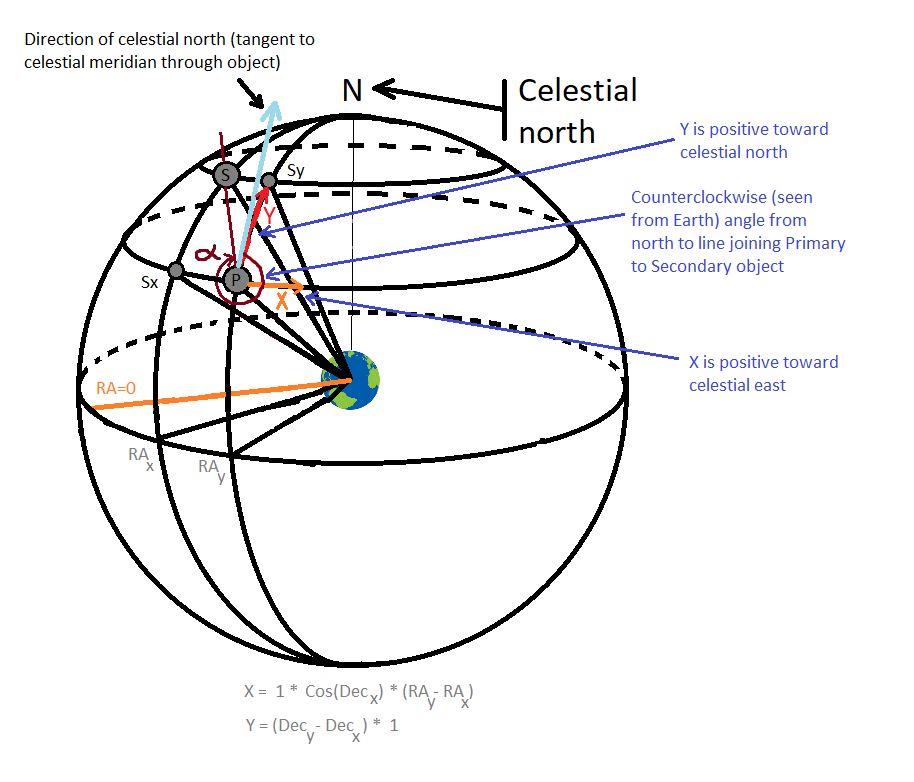
Représentation graphique des valeurs de sortie du JPL Horizons On-Line Ephemeris System.

Le JPL Horizons On-Line Ephemeris System ou système d'éphémérides en ligne JPL Horizons (en français) permet d'accéder aux données clés du Système solaire et de produire de manière flexible des éphémérides de haute résolution pour les objets du Système solaire.
Les éléments oscillants à une époque donnée (tels que deux produits par la JPL Small-Body Database) sont toujours une approximation de l'orbite d'un objet (c'est-à-dire une orbite conique non perturbée ou une orbite « à deux corps »). L'orbite réelle (ou la meilleure approximation de celle-ci) prend en compte les perturbations de toutes les planètes, de quelques_uns des plus gros astéroïdes, de quelques autres forces physiques généralement faibles, et nécessite une intégration numérique.
Les éphémérides du Jet Propulsion Laboratory (JPL) n'utilisent pas d'éléments tels que les périodes, excentricités, etc.. Au lieu de cela, le JPL intègre les équations du mouvement en coordonnées cartésiennes (x, y, z) et ajuste les conditions initiales afin de s'adapter mesures modernes et très précises des positions planétaires.
Depuis août 2013, Horizons utilise les éphémérides DE431 (en). Durant la semaine du 12 avril 2021, le système d'éphémérides d'Horizons a été mis à jour pour remplacer l'éphéméride planétaire DE430/431, utilisé depuis 2013, avec une nouvelle solution, DE440/441. Le nouveau DE440/441 inclut sept années additionnelles de données au sol et dans l'espace, des données de calibrations, et un modèle d'amélioration dynamique, impliquant Jupiter, Saturne, Pluton, et la ceinture de Kuiper. L'inclusion de trente nouvelles masses de la ceinture de Kuiper, et la masse du disque de la ceinture de Kuiper entraîne une variation de temps autour des ~100 km au barycentre de DE441, relatif à DE431.
En septembre 2021, le JPL commence une transition depuis la Common Gateway Interface (CGI) pour l'Interface de programmation (API).

## Éjection
Les objets (tels que C/1980 E1) ont une trajectoire hyperbolique sortante qui montre une excentricité orbitale supérieure à 1, un apside de AD : 9,9999 et une période orbitale de PR : 9,9999. Pour les objets orbitant autour du Soleil, il est préférable de calculer à une époque (date) quand l'objet est en-dehors de la région planétaire du Système solaire et n'est plus soumis à une perturbation. En raison de la marée galactique et du passage des étoiles, il est impossible de savoir si un objet avec une faible trajectoire hyperbolique sera réellement éjecté ou doucement poussé vers l'extérieur. La marée galactique et les étoiles passantes peuvent également causer des perturbations dans le nuage de Oort.

## Utilisation
Il existe 3 façons d'utiliser le système et tout peut-être automatisé :
- Internet (accès limité)
- Courrier électronique (accès complet)
- Telnet (accès complet)

Le système Horizons était destiné pour être facile d'utilisation et peut avoir une fonction d'apprentissage.